# 遊撃戦論
『遊撃戦論』（ゆうげきせんろん）は、1938年に毛沢東によって執筆されたゲリラ戦略の古典的著作である。正確には『抗日遊撃戦争の戦略問題』（『抗日游击战争的战略问题』）と呼ばれ、多くのゲリラ戦争の指導者に参考とされた。

## 概要
民国27年（1938年）に漢口の新華日報館より刊行された『抗日游击战争的战略问题』を底本とし、建国後の1952年に人民出版社より刊行された『毛沢東選集』第二巻に再録されたものが決定版として版を重ねている。

### 遊撃戦争
毛沢東の議論は抗日戦争、日中戦争の問題から出発する。この戦争において正規戦争が主であり、遊撃戦争は従である。しかし日本が強く狭い国である一方で中国が弱く広い国であるため、日本軍は中国占領の兵力が不足せざるを得なくなり、ここで戦争の長期性が生まれる。そして戦争の長期性は戦争の残虐性を生み出し、遊撃戦争に正規戦争とは異なる戦略問題を浮き彫りにする。
戦争全体の問題として遊撃戦争は正規戦争と関連していながらもその独自性が理解されなければならないのである。
そもそも戦争の基本原則とは自己の保存と相手の消滅であり、あらゆる軍事原則の論拠となる。そこで遊撃戦争の軍事行動ではこの基本原則がどのように採用されなければならないのかが次の問題となる。

### 遊撃作戦の原則
遊撃戦争における原則としては次の四点について述べられている。
1. 防御と攻撃の関係
2. 主導権の問題
3. 兵力の柔軟な運用
4. 軍事行動の計画性である。

この中で特徴的な思想なのは防御と攻撃の関係であり、これは日中戦争において日本軍が優勢な戦力で中国軍を圧倒するために、中国軍は戦略的防御、つまり内線作戦となる。
しかし他方では日本軍はその装備や兵員の質的優位があっても量的優位があるわけではなく、これが弱点となりうる。したがって戦略的防御の中でも戦闘においては攻撃を行い、戦略的内線の中でも戦闘では外線作戦を行うことが可能であり、また同時に必要であるということが言える。
具体的にその典型的な形態は襲撃である。正規戦争のそれ以上の奇襲効果が求められるし、またそれを行わなければならない。重要なことは遊撃戦争の基本方針を正規戦争と比べてより戦略的防勢の中でも散発的な奇襲的進撃を行うことが重要である。

### 正規戦争との関係
遊撃戦争の戦略問題に常に伴うのが正規戦争との呼応である。遊撃戦争が敵の兵站を破壊し、戦闘部隊を牽制し、全国人民の民心掌握に成功すれば、戦略的に正規戦争に呼応することが可能となる。
また遊撃部隊は正規戦争の戦略だけでなく戦役に対しても呼応することが可能である。遊撃戦争の指導者はすべての遊撃部隊をよく掌握して正規軍の作戦行動を支援する試みが必要である。

### 根拠地の建設
根拠地の建設の重要性は戦争の長期性と残虐性に起因する。
なぜなら戦略的持久によって失った領地を回復するためには全国的な逆襲の戦機を待たなければならない。つまりその時期が来るまでは遊撃戦争を敵の勢力圏内部にて行い続けないとならない。これが戦争の長期性である。
加えて敵は遊撃戦争への対抗策を実施して遊撃隊に対する残虐な軍事行動を加えるだろう。これが戦争の残虐性である。このような遊撃戦争にとって根拠地は自己の戦力を保存、発展させて敵を消滅する目的を達成するための戦略的基地となるのである。

### 戦略的な攻撃と防御
続く問題は既に論じた第一の戦略方針を敵の作戦に対していかに具体的に適応するのかという問題である。
遊撃戦争が開始され、特に敵が全国的な戦略攻勢を停止すれば必ず敵は遊撃部隊の根拠地を包囲攻撃してくる。この攻撃に対する基本的な方針は反包囲の形態であり、また敵がそれでも撤退しないならば敵の後方連絡線を断つように動く。敵の進攻を退けてからは敵が戦略的守勢となり、こちらが攻勢に立つことが可能となる戦機である。
このような時期には防御が不十分な敵に対して遊撃部隊に見合った小規模な敵を駆逐することであり、占領地を拡大して民衆を扇動する活動を進める。このような遊撃戦争における作戦の転換はよく敵情を分析しておく必要がある。

### 運動戦への発展
遊撃戦争の長期性と残虐性に基づいて運動戦へと発展させることは必要ではない。
戦争が長期化していることは遊撃部隊を正規軍に組織化することが可能な時間的余裕があることを意味しており、そのため作戦方式も段階的に遊撃作戦から正規作戦へと移行することができる。
その条件は量的拡大と質的向上があり、前者は人民を動員して部隊に参加させ、また小部隊を大部隊に編成することで到達できる。後者は遊撃戦争における部隊の戦闘能力の練成と優良な装備の入手によって達成できる。
このような努力は長期に渡るものであるが、敵に対して有効な打撃を与えられる正規軍を手にするための唯一の手段である。

### 指揮関係
遊撃戦争が順調に発展するために指揮の問題がある。分散的な行動は遊撃戦争の初期段階における作戦行動の特徴である。
正規戦争における原則的な指揮法を遊撃戦争に導入することは戦術において遊撃部隊の機動力を阻害することになる。したがって遊撃戦争における指揮とは戦略的には集中的指揮を採用する一方で戦闘では分散的指揮をとることが必要である。